# Tu cárcel
Tu Cárcel es una canción interpretada por la banda grupera mexicana Los Bukis, escrita por su líder Marco Antonio Solís y producida por él y su primo Joel Solís. Fue lanzada como el primer sencillo de difusión del décimo álbum de estudio de la banda, Me volví a acordar de ti (1986). Es considerada como uno de los temas más emblemáticos y exitosos del grupo, lo que permitió el crecimiento en popularidad de la banda.

## Antecedentes
En 1987, Los Bukis lanzaron su décimo álbum de estudio, Me volví a acordar de ti, que alcanzó el puesto número 6 en la lista Billboard Latin Pop Albums. Tu cárcel, lanzado como primer sencillo del álbum, se convirtió en la canción de mayor éxito comercial del álbum, alcanzando el puesto número 2 en la lista Notitas Musicales de Radio Mil y el número 3 en la lista Billboard Hot Latin Songs en los EE. UU. La canción ha sido grabada por muchos artistas, en particular los Enanitos Verdes en 2004, y a menudo se la considera una de las canciones emblemáticas de la banda.

## Listas
| Listas (1987)              | Posición |
| -------------------------- | -------- |
| Mexico (Notitas Musicales) | 2        |
| Hot Latin Songs            | 3        |

## Otras versiones
- Karol Sevilla & Michael Ronda en la banda sonora Modo amar de la segunda temporada de la serie juvenil Soy Luna.[5]
- En 2004 la banda Argentina 'Los Enanitos Verdes' grabaron una versión de esta canción. Esta nueva versión de 'Tu cárcel' logró que muchas nuevas generaciones conocieran la canción. Estuvo por muchas semanas en los primeros puestos de los rankings musicales.